# Chambre de commerce et d'industrie d'Elbeuf
La chambre de commerce et d'industrie d'Elbeuf était l'une des sept CCI du département de la Seine-Maritime. Son siège était à Elbeuf au 28, rue Henry. Elle a été dissoute le 1er janvier 2016 par le décret 2015-1643 du 11 décembre 2015 portant création de la chambre de commerce et d’industrie territoriale Seine-Mer Normandie et regroupant les circonscriptions des CCI territoriales de Dieppe, Elbeuf et Rouen.
La chambre faisait partie de la chambre régionale de commerce et d'industrie Haute-Normandie jusqu'à la création de la chambre de commerce et d'industrie de région Normandie le 1er janvier 2016.

## Missions
À ce titre, elle est un organisme chargé de représenter les intérêts des entreprises commerciales, industrielles et de service de sa circonscription et de leur apporter certains services ; c'est un établissement public qui gère en outre des équipements au profit de ces entreprises.
Comme toutes les CCI, elle est placée sous la double tutelle du Ministère de l'Industrie et du Ministère des PME, du Commerce et de l'Artisanat.

### Services
- Création d'entreprise
- Accompagnement
- Promotion commerciale
- Promotion industrielle
- Import / Export
- Tourisme

### Équipement
- Bâtiment 3 ;
- Hôtel des Compétences ;
- Port fluvial :
  - Capitainerie du port fluvial consulaire Angot ;
  - Pont-bascule public ;
  - Zone industrielle consulaire ;
  - Quatre entrepôts (5 000 m2) - avec quais de déchargement.

### Formation
- CFA ;
- Institut consulaire de formation ;
- Centre d'Etude de Langues (C.E.L.) ;
- Centre de formation continue ;
- Centre de formations aidées.

## Historique
- 1801 : chambre consultative
- 5 juin 1861 : Création par décret impérial.

## Pour approfondir